# Claret (Alpes de Alta Provenza)
 Claret  es una población y comuna francesa, situada en la región de Provenza-Alpes-Costa Azul, departamento de Alpes de Alta Provenza, en el distrito de Forcalquier y cantón de La Motte-du-Caire.
Aunque Claret pertenece al departamento de Alpes de Alta Provenza (04), utiliza un código postal  del departamento de Altos Alpes (05).

## Demografía
| 150 | 145 | 140 | 132 | 189 | 249 |
| Para los censos de 1962 a 1999 la población legal corresponde a la población sin duplicidades (Fuente: INSEE [Consultar]) |     |     |     |     |     |